# Eugénol
 (décembre 2008).
Si vous disposez d'ouvrages ou d'articles de référence ou si vous connaissez des sites web de qualité traitant du thème abordé ici, merci de compléter l'article en donnant les références utiles à sa vérifiabilité et en les liant à la section « Notes et références ».
L’eugénol, appelé aussi 4-allyl-2-méthoxyphénol est un composé aromatique de la famille des phénylpropènes, une sous-classe des phénylpropanoïdes, de formule brute C10H12O2. Il est présent entre autres dans le clou de girofle.

## Propriétés physiques
L’eugénol a une température de fusion (à 1 bar) de −9 °C, d’ébullition de 253 °C, une densité  1,06 à 20 °C, il est peu soluble dans l'eau et insoluble dans l'eau salée. Il est cependant très soluble dans l'éthanol et le dichlorométhane, et un peu dans le chloroforme.

## Propriétés chimiques
L'eugénol possède un fort pouvoir anti-corrosif, notamment sur le laiton. Il permet, pour un dosage correct, d'augmenter la résistance à la corrosion du laiton de plus de 80%.

## Sources
À l’état naturel, l’eugénol est un phénol qui forme la majeure partie de l’essence de clou de girofle, mais aussi de celle des piments de la Jamaïque ou de la cannelle; il est présent aussi dans les feuilles de laurier de californie (Umbellularia californica) ou dans Tynanthus panurensis. L’eugénol est également présent dans les racines secondaires d'une plante sauvage abondante dans les sous-bois en France, la benoîte commune.
| plante                   | concentration dans l'huile essentielle |
| ------------------------ | -------------------------------------- |
| Eugenia caryophyllata    | 70–90 %                                |
| Cinnamomum cassia (L.)   | 70–90 %                                |
| Cinnamomum zeylanicum    | 70–90 %                                |
| Dianthus caryophyllus L. | 30 %                                   |
| Ocimum basilicum L.      | 30–80 %                                |
| Ocimum gratissimum L.    | 50–90 %                                |
| Ocimum sanctum L.        | 70 %                                   |
| Ocimum suave             | 80 %                                   |
| Pimenta acris            | 40–60 %                                |
| Pimenta officinalis      | 65–90 %                                |

Son extraction est possible à partir de l'huile essentielle de clou de girofle. Celle-ci est dissoute dans une solution à 10 % d'hydroxyde de potassium, la lessive alcaline ainsi obtenue après décantation de la partie insoluble est traitée par de l'acide chlorhydrique, alors l'eugénol précipite.

## Utilisation
L’eugénol est aussi utilisé très couramment pour la synthèse de la vanilline, constituant principal de la vanille naturelle. L'eugénol est transformé en isoeugénol par action de l'hydroxyde de potassium, puis en acétate d'isoeugénol, puis en acétate de vanilline, puis en vanilline.
En aquaculture, et plus précisément en élevage intensif ou extensif de poissons, l'eugénol est aussi utilisé pour ses vertus anesthésiantes mélangé à un autre élément liposoluble. Celui-ci sert à diluer plus facilement l'eugénol dans l'eau de mer, et à faciliter le dosage qui doit être précis.
L’eugénol est très utilisé en pharmacie, notamment pour ses propriétés antiseptiques, anesthésiques et analgésiques. On retrouve cette molécule dans de nombreux médicaments, surtout dans des bains de bouche afin de soigner les infections, mais on le retrouve aussi dans une pommade facilitant la respiration lors d’affections pulmonaires.
L’eugénol extrait de nombreuses plantes servait autrefois de clou de girofle du pauvre. Il est encore très utilisé par les dentistes, notamment sous la forme d’eugénate, une pâte obtenue par le malaxage d’eugénol et d’oxyde de zinc servant en chirurgie dentaire pour des pansements et l’obturation de canaux. Il est tellement courant dans les tiroirs des cabinets dentaires qu'il a donné son nom à un forum de discussion réservé aux professions liées à l'art dentaire.

## Toxicité
L'eugénol est hépatotoxique,.